# Lahr (Eifel)
Lahr település Németországban, Rajna-vidék-Pfalz tartományban. Lakosainak száma 202 fő (2023. december 31.).

## Népesség
A település népességének változása:
| Lakosok száma | 215  | 198  | 208  | 204  | 192  | 206  | 202  |
|               | 1975 | 2015 | 2017 | 2019 | 2021 | 2022 | 2023 |